# Elisabeth Schimpfössl
Elisabeth Schimpfössl (* 24. Oktober 1979) ist eine österreichische Soziologin.

## Leben
Schimpfössl wuchs in Rankweil auf. Nach der Matura studierte sie ab 1998 Russisch und Geschichte an der Universität Wien. Zwischen 2002 und 2007 folgte ein Bachelor- und Masterstudium in Soziologie. Von 2007 bis 2012 absolvierte Schimpfössl ein Doktoratsstudium in Politikwissenschaften und Russlandstudien an der University of Manchester. Seit Oktober 2017 lehrt sie an der Aston University in Birmingham soziologische Theorien und Mediensoziologie sowie an der London School of Economics and Political Science. Ihr Forschungsschwerpunkt ist die Eliten-Forschung. Sie ist Autorin des 2018 erschienenen Buches Rich Russians, für das sie 80 russische Millionäre und Milliardäre interviewt hat. Das Buch wurde 2019 mit dem Women’s Forum Book Prize der British Association for Slavonic and East European Studies ausgezeichnet. Schimpfössl lebt in London.

## Veröffentlichungen
- Rich Russians. From Oligarchs to Bourgeouisie
- Russian Philanthrocapitalism
- mit Lynne Attwood und Marina Yusupova: Gender and Choice Among Russia’s Upper Class
- mit Peter J. S. Duncan (Hrsg.): Socialism, Capitalism and Alternatives: Area Studies and Global Theories. University College London Press, London 2019, ISBN 978-1-78735-384-8.

## Filmographie
- Putins Komplizen – Die geheime Welt der Oligarchen (ZDFzeit, 2023)